# Max Payne
Max Payne è un videogioco di tipo sparatutto in terza persona (TPS, Third Person Shooter) sviluppato da Remedy Entertainment e pubblicato da Gathering of Developers il 23 luglio 2001 per Microsoft Windows. In seguito sono state distribuite rispettivamente le versioni per PlayStation 2, Xbox e Game Boy Advance, sviluppate da Rockstar Toronto, Rockstar Vienna e Rockstar Leeds e pubblicate da Rockstar Games. Il 16 luglio 2002 è stata pubblicata la versione del videogioco per Mac OS. Il 1º maggio 2012 è stato distribuito sul PlayStation Network sotto la dicitura PS2 Classics, e scaricabile a pagamento su PlayStation 3 e, dal 22 aprile 2016, su PlayStation 4. Il 14 giugno 2012 è stata pubblicata una versione del gioco per smartphone iOS e Android, chiamata Max Payne Mobile, sviluppata da War Drum Studios.
Dalla sua uscita il videogioco ha riscosso un ottimo successo di pubblico e critica; è stato prodotto un seguito, Max Payne 2: The Fall of Max Payne, uscito nel 2003, mentre un terzo capitolo, Max Payne 3, è uscito a maggio 2012.
Nel 2017 il Museo Finlandese dei Giochi (Suomen pelimuseo, dedicato anche a giochi non elettronici) annoverò Max Payne tra i suoi primi 100 classici giochi finlandesi.

## Trama
(L'inizio del gioco)
Febbraio 2001. A New York City termina la più grande bufera nella storia della città. La sequenza iniziale ci mostra il protagonista Max Payne, agente della DEA ed ex detective della NYPD, in piedi in cima a un grattacielo mentre un'unità di poliziotti sta arrivando. Inizia quindi un flashback che ci riporta a tre anni prima.
22 agosto 1998. Max Payne è un detective di un distretto di polizia di New York, il quale, tornato a casa la sera, risponde a una strana telefonata anonima per poi scoprire che sua moglie Michelle e sua figlia appena nata, Rose, sono state massacrate da alcuni criminali sotto l'effetto di una nuova droga sintetica, la Valchiria. Disperato, l'uomo li uccide tutti in uno scontro a fuoco.
Spinto dal desiderio di fermare il traffico di Valchiria dopo ciò che è successo, l'uomo si trasferisce alla DEA e, con l'appoggio dell'amico Alex Balder e del collega B.B., inizia una missione sotto copertura all'interno del clan dei Puncinello, una delle famiglie mafiose più potenti di New York, al fine di scovare chi si trova dietro lo spaccio di questa potentissima droga. Ci vogliono tre anni prima che, infine, si trovino delle tracce che sembrano condurre a Jack Lupino, un criminale affiliato ai Puncinello. B.B. informa Max che deve incontrarsi con Alex alla stazione della metropolitana di Roscoe Street, ma il protagonista si imbatte in alcuni malviventi che stanno rapinando una banca passando attraverso la stazione. Cercando di uscire dalla metropolitana, Max trova il suo amico, ma quest'ultimo viene freddato con un colpo di pistola da un killer non identificato proprio quando gli stava per rivelare il nome del probabile gestore del traffico della Valchiria. Payne viene visto scappare dalla scena del crimine e ritenuto responsabile del delitto dell'amico da parte della polizia di New York e del vice-procuratore Jim Bravura, che inizia a dargli la caccia inconsapevole del suo lavoro in incognito.

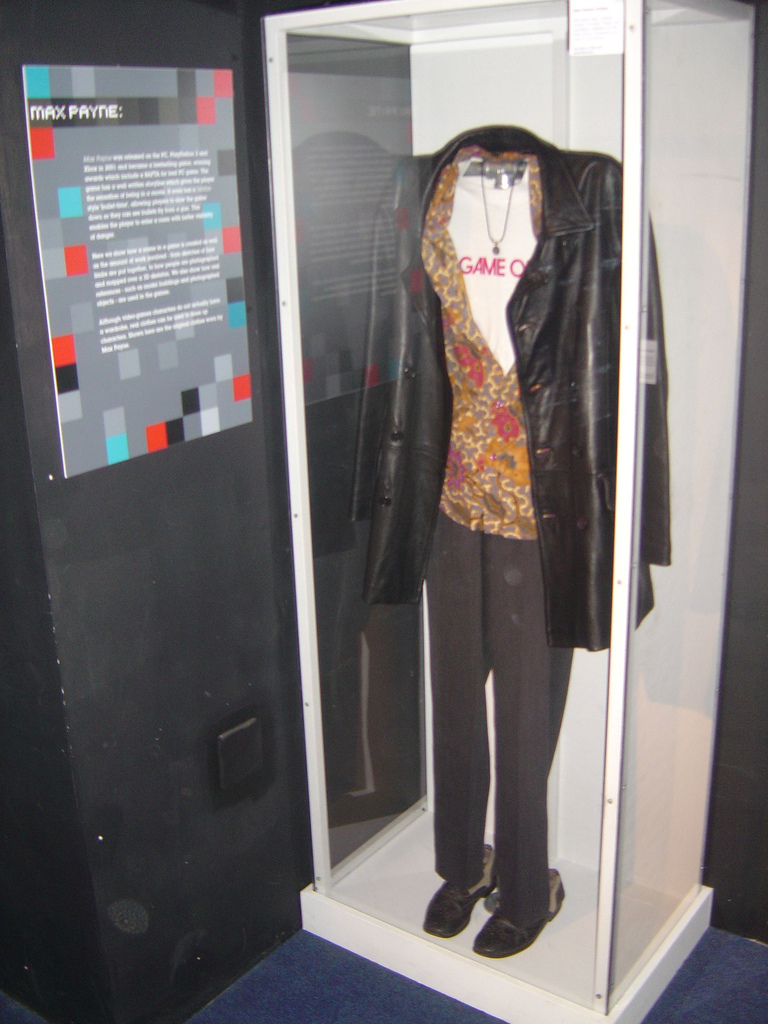
Gli abiti classici di Max Payne esposti al Museo della scienza a Londra.

Max viene poi a sapere che il boss della mafia russa Vladimir Lem è in guerra con i Puncinello per il controllo della città. Divenuto ormai bersaglio sia della polizia sia dei mafiosi, che hanno scoperto la sua copertura, il poliziotto inizia a combattere per la sopravvivenza e per la sua vendetta, risalendo dagli scagnozzi di Puncinello ai principali esponenti della malavita newyorkese. Le piste iniziali portano a un motel di proprietà di Lupino gestito dal suo braccio destro, Vincent "Vinnie" Gognitti: Payne raggiunge Gognitti solo dopo un lungo inseguimento sui tetti e sui treni di New York e si fa dire dove può trovare Lupino, quindi gli spara, lasciandolo morente in un vicolo. Gognitti indirizza Payne al RagnaRöck, un night club ispirato alla mitologia norrena gestito direttamente da Lupino, che lo usa come base operativa. Lupino ormai è divenuto insano di mente a causa della Valchiria, e si è dato a evocazioni e riti occulti. Nello scontro con Payne, Lupino e i suoi uomini restano uccisi.
Subito dopo, Payne è raggiunto da Mona Sax, sicario e sorella gemella di Lisa Sax, moglie del Don Angelo Puncinello, dalla quale viene a sapere che in realtà c'è Puncinello stesso dietro al traffico della Valchiria. Quindi la donna, per suggellare un'apparente alleanza, gli offre un bicchiere di whisky, in cui è però diluita una dose di Valchiria. Max sviene ed è protagonista di un incubo nel quale rivive la tragedia di sua moglie e di sua figlia in casa sua attraverso immagini oniriche deformate: camminerà su tracce di sangue esposte nell'oscurità per arrivare a scoprire che l'assassino di sua moglie e di sua figlia era, metaforicamente, lui stesso, poiché non era stato in grado di proteggerle.
Ripresosi dall'incubo, è ritrovato dagli uomini di Lupino e imprigionato nei sotterranei del motel di Gognitti, ma riesce a liberarsi e a scappare dal locale: ad aspettarlo fuori c'è Vladimir Lem. Il russo propone a Payne un'alleanza, nel tentativo di sconfiggere Puncinello e il suo giro di droga; su indicazione di Lem, Payne va quindi all'attracco del porto di Brooklyn, ad impossessarsi della nave cargo "Caronte" che trasporta un carico d'armi, uccidendo il capitano della nave, Boris Dime, una volta al servizio dei russi e ora passato dalla parte di Puncinello. Payne uccide Dime e prende l'arsenale di cui ha bisogno per proseguire nella sua vendetta.
Dopo che Max ha chiesto un incontro con Don Puncinello nel suo ristorante, il boss rigira l'imboscata contro il poliziotto dando fuoco al locale e scappando, ma questi sopravvive ed è nuovamente salvato da Vladimir Lem che lo accompagna alla tenuta di Puncinello, dove Max può consumare la propria vendetta: entrato nella villa, scopre che vi era imprigionata Mona Sax - poi riuscita a liberarsi e a scappare - e scopre il cadavere sfigurato di sua sorella Lisa, uccisa da Puncinello. Dopo aver affrontato e ucciso il temuto "Trio" del Don, Payne lo raggiunge: prima però di poter regolare i conti, è anticipato da alcuni uomini armati che uccidono Puncinello davanti a lui. Payne viene bloccato dagli agenti privati di Nicole Horne, CEO dell'Æsir Corporation, una potente multinazionale. La donna inietta a Payne una potente dose di Valchiria, lasciandolo in fin di vita nella tenuta.
L'ex poliziotto soffre di un altro nauseante incubo indotto dalla droga, continuando a tormentarsi per non essere riuscito a salvare la propria famiglia, tuttavia sopravvive e accetta il suo fardello. Dopo essersi ripreso, si dirige a Cold Steel, un'acciaieria fuori città dove viene prodotta la Valchiria: nei sotterranei dell'acciaieria, usati come complesso di ricerca militare, Payne scopre che la droga è il risultato del Progetto Valhalla, un tentativo militare degli Stati Uniti mirato a migliorare la resistenza fisica e il morale dei soldati durante la Guerra del Golfo. Il progetto diede scarsi risultati e fu abbandonato dal governo per mancanza di fondi; nonostante ciò Nicole Horne decise di proseguirlo attraverso la Æsir Corporation. Inoltre, Max scopre che sua moglie aveva accidentalmente scoperto il progetto e che la Horne aveva mandato a casa sua i soggetti testati con la Valchiria per farla tacere, e che sempre la Horne era la persona misteriosa che chiamò casa Payne la sera del massacro. Nel frattempo, gli agenti decidono di dare il via all'operazione Occhi della Morte, per liberarsi di prove e testimoni, inclusi i propri scienziati. Payne riesce a scappare dall'acciaieria mentre il complesso si sta autodistruggendo.
Successivamente Max si incontra con B.B.: egli aveva già capito che proprio lui, finito nel libro paga della Horne, era l'uomo che aveva ucciso Alex Balder in metropolitana, e che nell'occasione gli tende un'imboscata per ucciderlo, ma fallisce. Dopo aver eliminato anche B.B., Max riceve una telefonata da un uomo, un senatore di nome Alfred Woden, che chiede un incontro con il poliziotto. Woden gli rivela che lui stesso fa parte di una potente società segreta chiamata Circolo Interno, che ha forti legami con il governo degli Stati Uniti e di cui anche Nicole Horne è membro. Gli altri membri del Circolo Interno, che stanno facendo nella loro sede una riunione alla quale Woden ha invitato Payne, chiedono all'agente un accordo: in cambio dell'uccisione della Horne, tutte le accuse nei suoi confronti cadranno. In quel momento, gli agenti della Horne fanno irruzione nell'edificio e uccidono tutti i membri del gruppo: si salvano solamente Payne, che si getta dalla finestra, e Woden, che finge di essere morto nella stanza. Payne riesce a uscire vivo dall'edificio, dove aveva trovato prove compromettenti nei confronti di Woden come assicurazione, e si dirige verso il grattacielo sede della Æsir Corporation.
Dopo esser riuscito ad accedere ai livelli superiori dell'edificio, Max incontra nuovamente Mona Sax in un ascensore: in questa occasione, gli uomini della Horne sparano contro la Sax e la colpiscono in testa, uccidendola. Il corpo della ragazza resta nell'ascensore, che è chiamato a un altro piano. Quando Max, liberatosi dagli agenti della Horne, richiama l'ascensore, il cadavere della Sax è scomparso. Arrivato all'ultimo piano del grattacielo e poi sul tetto, Payne riesce a braccare la Horne che cerca di fuggire in elicottero: infine si libera delle sue guardie del corpo e spara ai fili di sostegno dell'antenna del grattacielo, che si abbatte sull'elicottero in partenza, uccidendo lei e gli altri occupanti. La storia ritorna da dov'era iniziata, con gli agenti della NYPD che arrivano sul tetto ad arrestare Max Payne.
Portato in strada, Payne scorge tra la folla Woden, uscito illeso dall'agguato alla sede del Circolo Interno: forte delle prove trovate a suo carico, Payne sa che il senatore manterrà la sua parola, evitandogli la prigione. Dal canto suo, Woden è riuscito a ottenere quello che voleva: con la morte della Horne, ora è il capo indiscusso del Circolo Interno.

## Modalità di gioco
La visuale del gioco è in terza persona, con la telecamera posta dietro al protagonista; la storia viene svelata dopo ogni capitolo completato con pannelli strutturati come fumetti. Molti degli oggetti che si trovano nei livelli possono venire distrutti, e anche sparando sulle pareti si vedono frammenti di muro cadere, dando un senso di realismo all'ambiente. Nel secondo capitolo si possono anche spostare scatole ed altri oggetti leggeri semplicemente urtandoli. Le armi vanno dal corpo a corpo (come tubi e mazze da baseball) a pistole (singole o doppie Beretta e Desert Eagle), a fucili a pompa e a canne mozze, a mitragliette Ingram, fino a fucili da cecchino, bombe a mano e molotov.
Il gameplay di Max Payne è caratterizzato dal bullet time, una forma di slow motion reso celebre dal film Matrix due anni prima, a sua volta ispirato dal cinema d'azione orientale, in particolare, dal regista John Woo, il quale è citato nel videogioco stesso: il giocatore può decidere a piacimento di rallentare l'azione del gioco, mantenendo però la possibilità di puntare le armi in tempo reale. Questo espediente può essere sfruttato per una quantità di tempo limitato, gradualmente esteso con l'uccisione dei nemici del protagonista, e facilita il giocatore in particolare quando deve affrontare molti nemici contemporaneamente.
A causa dei suoi contenuti talvolta impressionanti e violenti, specialmente durante la narrazione a fumetti, Max Payne è stato vietato ai minori di 16 anni. Tuttavia, all'interno del gioco è presente un "filtro violenza" che permette di rimuovere il sangue e i contenuti più maturi, tra cui tutti i fumetti, che non vengono mostrati. È possibile proteggere queste impostazioni con una password.

### Armi
| Corpo a corpo                   | Tubo di piombo Mazza da baseball               |
| Pistole                         | Beretta 92FS (singola o doppia) Desert Eagle   |
| Fucili                          | Fucile a pompa Fucile a canne mozze Jackhammer |
| Fucili d'assalto e mitragliette | Colt Commando Ingram (singolo o doppio)        |
| Fucili di precisione            | Fucile di precisione                           |
| Armi da lancio                  | Granata Molotov Lanciagranate M79              |

## Mod
Max Payne è stato modificato da vari mod, creati dagli appassionati del gioco, aiutati dall'insieme di editor "max-fx" presente nel CD del gioco. I mod (abbreviazione di modification, modifica) in questione possono introdurre semplicemente delle skin (letteralmente pelle, ovverosia la texture che ricopre un personaggio) con cui sostituire il protagonista, mappe e livelli aggiuntivi, nuove armi, aggiornamenti che permettono di modificare sensibilmente il gameplay (ad esempio la serie Kung-fu) oppure delle total conversion (o TC) del gioco che permettono di mutare completamente la natura del gioco, la trama, il gameplay ed i personaggi.
Essendo Max Payne il primo gioco ad includere il bullet time molti modder hanno prodotto modificazioni in tema Matrix, incitati dalla mancanza, per anni, di titoli ambientati nel mondo del film.
Alcuni dei più noti mod sono:
- Kung Fu 3 (Max può eseguire mosse a corpo a corpo, acrobazie e nuovi shootdodge.)
- Katana (una TC in tema cyberpunk in cui il fulcro dell'azione consiste in frenetici combattimenti all'arma bianca.)
- Polar Payne (si vestono i panni di Dinky, un orso polare in cerca di vendetta e libertà per la propria famiglia.)
- Polar Paradise (ora Dinky affronta faccia a faccia lo stesso Babbo Natale.)

## Versione Game Boy Advance
La versione per Game Boy Advance pubblicata nel 2003 presenta molte differenze rispetto alle altre versioni, per adattarlo alla console:
- Il doppiaggio in-gioco non è presente, sostituito da nuvolette e didascalie.
- L'interfaccia e i sottotitoli possono essere in inglese, francese o in tedesco.
- Il romanzo illustrato perde le nuvolette e le didascalie, sostituite da sottotitoli. L'audio è in inglese.
- Alcuni capitoli non sono presenti: il prologo nel New Jersey, gli incubi (raccontati per mezzo del romanzo illustrato), i livelli nel porto di Brooklyn, il livello nel ristorante di Puncinello; alcuni sono stati uniti assieme ("Ingresso alla Bogart" e "Il cuore pulsante di New York", ambientati nell'hotel Lupino), le strade di New York ("Parola alle armi" e "La paura mette le ali"), l'acciaieria ("Portatemi a Cold Steel" e "Le verità nascoste") e il palazzo del Circolo Interno ("Nella terra dei ciechi" e "Gioco di potere bizantino"). I livelli uniti sono quelli che hanno subito più cambiamenti: aree di gioco sono state tagliate, modificate o aggiunte.
- Max abbatte l'antenna radio grazie a delle granate e i fili da abbattere sono 4.

## Capitoli

### Parte I
- Prologo: Il sogno americano (casa di Max Payne)
- Capitolo 1: La stazione di Roscoe Street (metropolitana di New York)
- Capitolo 2: Direttamente dalla scena del crimine (metropolitana di New York, continuazione)
- Capitolo 3: Ingresso alla Bogart (hotel di Jack Lupino)
- Capitolo 4: Il cuore pulsante di New York (hotel di Jack Lupino, continuazione)
- Capitolo 5: Parola alle armi (strade di New York)
- Capitolo 6: La paura mette le ali (strade di New York, continuazione)
- Capitolo 7: Polizia brutale (tetti di New York)
- Capitolo 8: Ragna Rock (locale Ragnarock)
- Capitolo 9: Uno spietato vendicatore solitario (locale Ragnarock, continuazione)

### Parte II
- Prologo: Una fredda giornata d'inferno (primo incubo di Max Payne)
- Capitolo 1: La mazza da baseball (ritorno all'hotel di Jack Lupino)
- Capitolo 2: Un'offerta che non si può rifiutare (porto di Brooklyn)
- Capitolo 3: Insieme ai ratti e a pozze d'olio (porto di Brooklyn, continuazione)
- Capitolo 4: Spargere benzina sulle fiamme (ristorante Casa di Angelo, di Angelo Puncinello)
- Capitolo 5: L'angelo della morte (villa di Angelo Puncinello)

### Parte III
- Prologo: Sulla strada del paradiso (secondo incubo di Max Payne)
- Capitolo 1: Portatemi a Cold Steel (acciaieria Cold Steel)
- Capitolo 2: Le verità nascoste (acciaieria Cold Steel, continuazione)
- Capitolo 3: Deep Six (acciaieria Cold Steel, continuazione)
- Capitolo 4: Brutto Bastardo (parcheggio sotterraneo della Choir Communications)
- Capitolo 5: Nella terra dei ciechi (palazzo del Circolo interno)
- Capitolo 6: Gioco di potere bizantino (palazzo del Circolo interno, continuazione)
- Capitolo 7: Niente da perdere (grattacielo dell'Aesir Corporation)
- Capitolo 8: Dolore e sofferenza (grattacielo dell'Aesir Corporation, continuazione)

## Personaggi
- Max Payne: protagonista del gioco. Lavora alla NYPD, ma in seguito all'uccisione della moglie e della figlia si trasferisce alla DEA per infiltrarsi nella mafia newyorchese che gestisce il giro della droga Valchiria, finendo per imbarcarsi in una crociata personale contro tutto e tutti attraverso la città di New York.
- Mona Sax: sorella gemella di Lisa Puncinello; appare nel nono capitolo della prima parte e nel capitolo "Niente da perdere". Prende un colpo in testa e scompare dietro le porte di un ascensore che si chiude, per poi sparire misteriosamente.
- Nicole Horne: presidente della Æsir Corporation, membro dell'organizzazione segreta del Circolo Interno e nemico principale di Max.
- Alex Balder: amico di Max. Lavora alla DEA, e viene ucciso nella metropolitana di New York da B.B mentre stava per rivelare importanti informazioni a Max sulla Valchiria.
- Michelle Payne: Michelle era la moglie di Payne. Il 22 agosto del 1998, Michelle vide i fogli del Progetto Valhalla e Nicole Horne, capo della Æsir Corporation, decise di ucciderla per evitare che il suo progetto venisse scoperto. Viene citata in Max Payne 2 e Max Payne 3.
- Rose Payne: Rose era la figlia di Max e Michelle Payne. Di lei non si sa quasi niente, solo che era nata nel febbraio del 1998. Nei primi due giochi della serie Payne non dice il nome della figlia, ma verrà scoperto nel terzo capitolo.
- B.B.: ex-amico di Max. Lavora come agente infiltrato alla DEA (corrotto però da Nicole Horne), e uccide Alex Balder. Verrà ucciso da Max Payne nei parcheggi sotterranei della Choir Communication.
- Frankie "Mazza" Niagara: Frankie è uno degli uomini di Jack Lupino, creatore del personaggio dei cartoni Capitan Mazza da Baseball, e viene ucciso da Max nell'hotel di Lupino.
- Alfred Woden: senatore e membro dell'organizzazione mafiosa del Circolo Interno.
- Vladimir Lem: commerciante d'armi russo in guerra con la famiglia Puncinello, diventerà un curioso alleato per Max nella sua vendetta.
- Jack Lupino: membro del clan dei Puncinello. Inebriato dalle dosi massicce di Valchiria di cui fa uso, si convincerà di avere poteri mistici e fonderà un proprio culto legato alla mitologia norrena e attirandosi il timore di tutti i membri della famiglia Puncinello per via dei suoi deliri e comportamenti ossessivi.
- Vincent Gognitti: criminale che collaborava con Lupino. Max, dopo averlo trovato nella sua "base" prima lo ferirà allo stomaco, poi dopo averlo inseguito e interrogato lo abbandonerà in un vicolo.
- Angelo Puncinello: marito di Lisa Puncinello e boss dell'omonima cosca mafiosa.
- Lisa Puncinello: sorella gemella di Mona Sax e moglie di Angelo Puncinello. Viene uccisa dal marito.
- Boris Dime: capitano di mercantili che lavorava per Lem. Dopo esser passato dalla parte di Puncinello viene ucciso da Max Payne, nella sua nave "Caronte".
- Rico Muerte: killer professionista, assoldato dalla Horne per uccidere il sindaco. Verrà ucciso da Max.
- Candy Dawn: una prostituta.
- Joey e Virgilio Finito: due fratelli membri del clan dei Puncinello, gestori dell'Hotel di Lupino, dove verranno uccisi da Max.
- Jim Bravura: viceprocuratore della Polizia di New York, darà la caccia a Max per tutto il gioco.
- Kyra Silver: giornalista.

## Sviluppo
Iniziato nel 1996, la cui storia è opera dello sceneggiatore finlandese Sam Lake, Max Payne è stato uno dei primi videogiochi ad adottare il "bullet time", reso famoso dalla serie cinematografica di Matrix. È basato sul motore grafico Max-FX, utilizzato in precedenza nel software di benchmark 3D Mark 2001, che presenta già il bullet time usato nel gioco in questione.
A causa del poco budget a disposizione, la Remedy non poté ingaggiare attori professionisti per basarsi sulla fisionomia dei personaggi.
Così per il volto di Max Payne, nonché per la recita nei romanzi a fumetti presenti nel gioco, la casa produttrice ingaggiò lo stesso Lake (mentre nel secondo capitolo il suo ruolo verrà ereditato dall'attore americano Timothy Gibbs).
Sono evidenti nell'opera i riferimenti alla mitologia norrena: dalla Valchiria alla Æsir Corporation, nonché il progetto Valhalla, il senatore Alfred Woden e il locale Ragnaröck, mentre la narrazione segue alcuni princìpi dei generi noir e hard boiled.
La colonna sonora è stata curata da Kärtsy Hatakka e da Kimmo Kajasto.
Tra tutti i videogiochi della serie, il primo è finora l'unico che è stato ripubblicato in contemporanea all'uscita di Max Payne 3 in una versione per Android e iOS.

## Remake
Il 6 aprile 2022 Remedy annuncia lo sviluppo di un remake del primo e del secondo capitolo della saga.

## Doppiaggio
L'edizione italiana è stata curata dalla Synthesis International - Milano.
| Personaggio       | Doppiatore originale | Doppiatore italiano                                                               |
| ----------------- | --- | --------------------------------------------------------------------------------- |
| Max Payne         | James McCaffrey | Giorgio Melazzi                                                                   |
| Mona Sax          | Julia Murney | Donatella Fanfani                                                                 |
| Nicole Horne      | Jane Gennaro | Annamaria Mantovani                                                               |
| Alex Balder       | Chris Phillips | Patrizio Prata                                                                    |
| Michelle Payne    | Haviland Morris | Donatella Fanfani                                                                 |
| Angelo Puncinello | Joseph Ragno | Raffaele Fallica                                                                  |
| Jack Lupino       | Jeff Gurner | Marco Balbi                                                                       |
| Vinnie Gognitti   | Joe Dalo | Luca Sandri                                                                       |
| B.B.              | Adam Grupper | Claudio Moneta                                                                    |
| Alfred Woden      | John Randolph Jones | Riccardo Lombardo                                                                 |
| Vladimir          | Dominic Hawksley | Raffaele Fallica                                                                  |
| Jim Bravura       | Peter Appel | Marco Balzarotti                                                                  |
| Rico Muerte       | Joe Maruzzo | Marco Balbi                                                                       |
| Candy Dawn        | Joanie Ellen |                                                                                   |
| Joey Finito       | Tye Alexander | Luca Sandri                                                                       |
| Virgilio Finito   | Tye Alexander | Marco Balzarotti                                                                  |
| Frankie Niagara   | Bruce Kronenberg | Marco Balzarotti                                                                  |
| Kyra Silver       | Chelsea Altman | Lorella De Luca                                                                   |
| Voci aggiunte     | Chris Phillips Jane Gennaro Adam Grupper Peter Appel Tye Alexander Joe Dalo Joseph Ragno Joe Maruzzo John Randolph Jones Jeff Gurner Bruce Kronenberg Dominic Hawksley Navid Khonsari Renaud Sebbane | Riccardo Lombardo Claudio Moneta Patrizio Prata Marco Balzarotti Raffaele Fallica |

## Film
La 20th Century Fox ha comprato i diritti del gioco nel 2003 per realizzarne l'omonimo film: girato dal regista John Moore fra aprile e maggio 2008, è uscito nei cinema americani il 17 ottobre 2008 ed in Italia il 28 novembre dello stesso anno; l'attore che interpreta il protagonista è Mark Wahlberg, mentre il ruolo di Mona è stato affidato a Mila Kunis. Il film ha avuto successo al botteghino superando gli 80 milioni di dollari a livello mondiale, ma ha ricevuto critiche negative, anche dai fan del videogioco.

## Riconoscimenti
Max Payne fu eletto gioco dell'anno 2001 dalla rivista PC Gamer con la migliore trama della categoria "sparatutto", e vincitore dei premi della critica.